# Duca di Sussex
Il duca di Sussex è un titolo sostanziale, uno dei diversi ducati reali del Regno Unito. Utilizzato presso la corte britannica, prende il nome dalla storica contea del Sussex in Inghilterra. 
Il titolo è attualmente detenuto dal principe Henry del Galles, a cui è stato conferito il 19 maggio 2018, giorno del suo matrimonio con Meghan Markle.

## Storia
Un titolo associato al Sussex è apparso per la prima volta con il regno del Sussex, un regno anglo-sassone che fu annesso al regno del Wessex intorno all'827 e che più tardi divenne parte del regno d'Inghilterra. Sulla carta, i re del Sussex sono stati a volte indicati come ealdormen, o duces in latino, tradotto come "duchi".

### Duca di Sussex

#### Prima creazione (1801)
Il titolo di duca di Sussex fu conferito al principe Augusto Federico, sesto figlio maschio del re Giorgio III del Regno Unito, il 24 novembre 1801. Il principe Augusto Federico sposò lady Augusta Murray nella Chiesa di San Giorgio, a Westminster nel 1793, e poi lady Cecilia Underwood a Great Cumberland Place, a Londra, il 2 maggio 1831. Entrambi in matrimoni violavano il Royal Marriages Act 1772; quindi i figli della coppia erano illegittimi. Non essendo la legittima moglie del principe, lady Cecilia non poteva essere ricevuta a corte. Le fu infine dato (il 30 marzo 1840) il titolo di duchessa di Inverness nel suo pieno diritto dalla regina Vittoria. Poiché Augusto Federico non ebbe prole legittima, i suoi titoli si estinsero alla sua morte nel 1843.
Titoli sussidiari: conte di Inverness e barone Arklow 
| Immagine                  | Nome                                  | Nascita         | Consorte                                                             | Inizio della detenzione del titolo | Morte          | Note                                                           |
| ------------------------- | ------------------------------------- | --------------- | -------------------------------------------------------------------- | ---------------------------------- | -------------- | -------------------------------------------------------------- |
| principe Augusto Federico | Principe Augusto Federico di Hannover | 27 gennaio 1773 | Augusta Murray (1793-1794, annullato); Cecilia Underwood (1831-1843) | 24 novembre 1801                   | 21 aprile 1843 | Sesto figlio di Giorgio III. Morì senza discendenza legittima. |

#### Seconda creazione (2018)
Nel 1999, prima delle nozze del principe Edoardo, il più giovane dei figli maschi della regina Elisabetta II del Regno Unito, alcuni avevano suggerito che il ducato di Sussex o Cambridge fosse il titolo più probabile da concedergli. Invece, il principe Edoardo fu creato conte di Wessex, e fu annunciato che col tempo sarebbe stato creato duca di Edimburgo, un titolo allora detenuto da suo padre, il principe Filippo. Ci sono state altre supposizioni secondo cui al principe William poteva essere dato il titolo di Sussex in occasione delle sue nozze con Catherine Middleton nell'aprile 2011, ma fu invece creato duca di Cambridge. Nello stesso anno, fu riferito che al principe Harry fosse stato promesso questo titolo il giorno delle sue nozze. Il 19 maggio 2018 il titolo viene conferito a Harry in occasione delle sue nozze.
Titoli sussidiari: conte di Dumbarton e barone Kilkeel
| Immagine       | Nome           | Nascita           | Consorte      | Inizio della detenzione del titolo | Morte   | Note                                               |
| -------------- | -------------- | ----------------- | ------------- | ---------------------------------- | ------- | -------------------------------------------------- |
| principe Henry | Principe Henry | 15 settembre 1984 | Meghan Markle | 19 maggio 2018                     | Vivente | Figlio secondogenito di Carlo III del Regno Unito. |

## Linea di successione
- S.A.R. Henry, duca di Sussex, nato nel 1984
  - 1. S.A.R. Archie di Sussex, nato nel 2019